# Pseudopostega obtusa
Pseudopostega obtusa là một loài bướm đêm thuộc họ Opostegidae. Nó được miêu tả bởi Donald R. Davis và Jonas R. Stonis, 2007. Nó được tìm thấy ở miền bắc Ecuador.
Chiều dài cánh trước khoảng 3.4 mm. Con trưởng thành bay vào tháng 1.

## Etymology
Tên gọi species xuất phát từ the Latin obtusus (meaning blunt, dull), in reference to the short, blunt apex of the male gnathos.